# Marksmanship ribbon
Ne doit pas être confondu avec Marksmanship Medal, Marksmanship badge ou Marksmanship Device.
Un Marksmanship ribbon (ruban de tir de précision) est une récompense décernée par la marine (US Navy), l'armée de l'air (US Air Force), la armée de l'espace (US Space Force) et les garde-côtes (US Coast Guard) des États-Unis à leurs membres qui ont suivi un cours de qualification aux armes et obtenu une note supérieure à la moyenne. En outre, certaines organisations de la Garde nationale d'État décernent des rubans de tir pour les bons résultats obtenus lors de compétitions de tir au niveau de l'État.

## Marine américaine

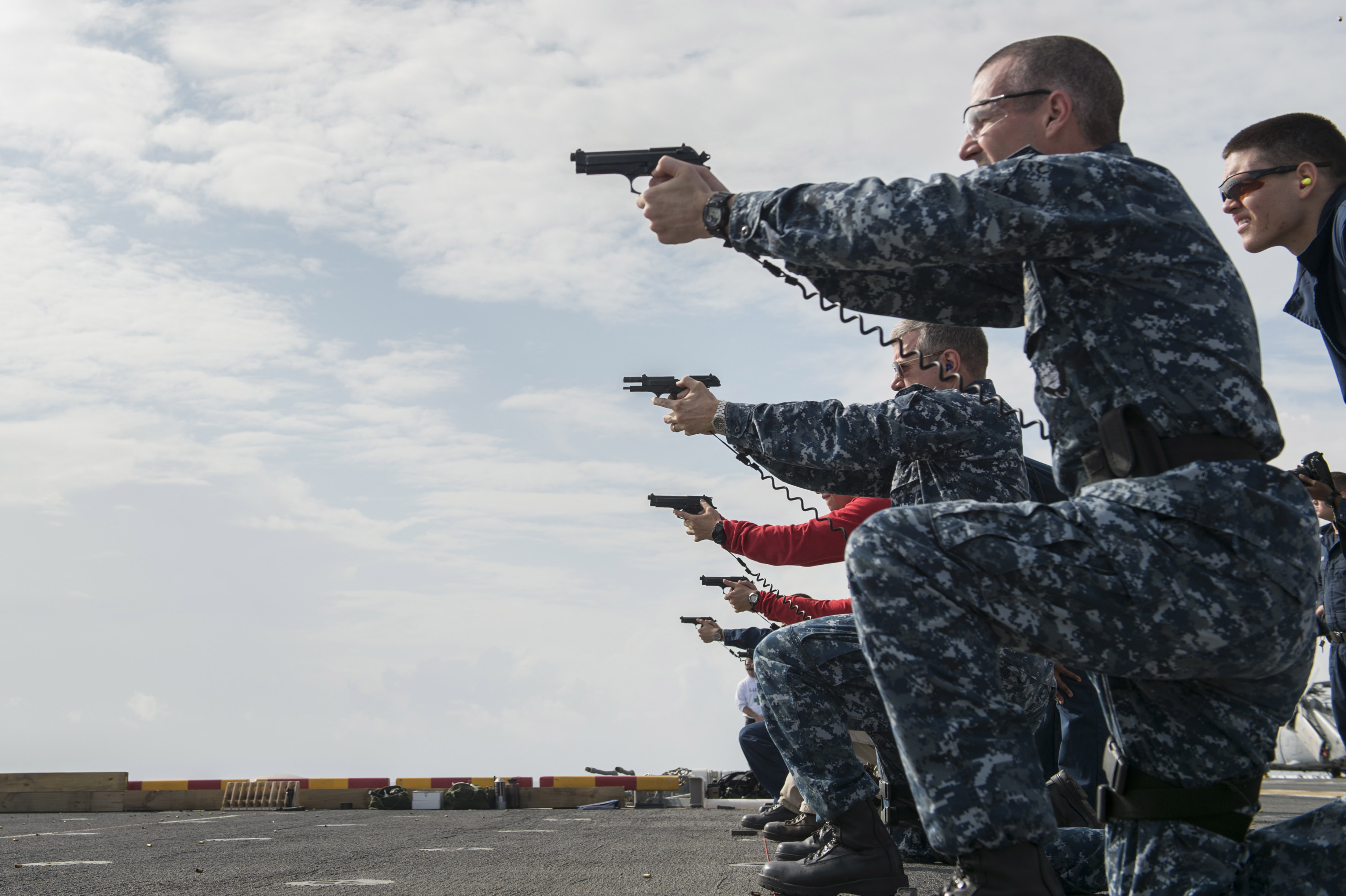
Examen du cours de qualification aux armes légères à bord de l'.

Depuis 1920, l'US Navy décerne deux récompenses pour l'aptitude au tir : le Navy Pistol Marksmanship Ribbon, qui récompense actuellement la qualification au pistolet Beretta M9 en 9 mm, et le Navy Rifle Marksmanship Ribbon, qui récompense actuellement la qualification à la carabine militaire Colt M4 et variantes.
La marine décerne le ruban d'adresse au tir selon trois niveaux de préséance : Expert, Sharpshooter et Marksman. Le ruban de base est décerné pour le niveau Marksman, tandis que le ruban spécifique est décerné pour la qualification en tant que Sharpshooter ou Expert. Ceux qui obtiennent la qualification d'expert reçoivent la Marksmanship Medal et le Marksmanship Ribbon.
La marine a également décerné des Distinguished Marksmanship Ribbons entre 1942 et 1960, qui ont été déclarés obsolètes en 1965.

## L'armée de l'air et l'armée de l'espace américaines
L'US Air Force et l'US Space Force décernent un seul ruban, appelé Small Arms Expert Marksmanship Ribbon, pour une qualification d'expert au fusil M16, à la carabine M4 ou au pistolet M9 ou M17/18. Le ruban n'est délivré qu'à un seul degré ; toutefois, une étoile de bronze (Service star) de 3⁄16 pouces peut être portée sur le ruban pour ceux qui se sont qualifiés comme experts à la fois avec le fusil de service et le pistolet. Le ruban a été autorisé par le secrétaire de l'armée de l'air le 28 août 1962 et a été décerné à tous les membres de l'armée de l'air et de l'armée de l'espace qui se sont qualifiés après le 1er janvier 1963. Avant la conception d'un ruban, les membres de l'armée de l'air étaient récompensés par le certificat d'aptitude au tir aux armes légères de l'armée de l'air des États-Unis (AF Form 1193 Jan 1961).

## Garde côtière américaine
Les rubans d'adresse des garde-côtes américains sont décernés selon les mêmes critères que ceux de la marine américaine, mais les garde-côtes utilisent un pistolet SIG Sauer P229R DAK de calibre .40 au lieu du pistolet M9 de la marine. Les gardes-côtes délivrent deux rubans, le Coast Guard Pistol Marksmanship Ribbon et le Coast Guard Rifle Marksmanship Ribbon. Le ruban est décerné pour la qualification aux niveaux supérieurs de tireur d'élite et d'expert. À l'instar de la marine, pour ceux qui obtiennent une qualification d'expert, la Marksmanship Medal est décernée à la place du Marksmanship Ribbon.

## Garde nationale américaine
Une fois par an, des milliers de tireurs de la Garde nationale de l'armée américaine et de l'armée de l'air (équipes championnes de tir de chaque État) s'affrontent lors des championnats Winston P. Wilson de tir à la carabine et au pistolet. Au sein de la Garde nationale du Missouri, les douze meilleurs tireurs sélectionnés pour représenter leur État lors des championnats Winston P. Wilson se voient décerner le "Governor's Twelve Ribbon" (ruban des douze tireurs du gouverneur), qui est porté sur l'uniforme ; tout tireur qui obtient cette distinction plus d'une fois porte un ou plusieurs insignes "Hawthorn Cluster" sur le ruban. En outre, ces gardes reçoivent le Governor's Twelve Tab, qu'ils portent sur l'uniforme de combat,.
De même, l'adjudant général du Missouri décerne le Adjutant General's Twenty Ribbon aux soldats et aux aviateurs qui se classent parmi les vingt meilleurs compétiteurs lors des matchs de combat organisés chaque année dans l'État du Missouri, à savoir les huit meilleurs tireurs au fusil de combat, les huit meilleurs tireurs au pistolet, les deux meilleures équipes de mitrailleuses légères et les deux meilleures équipes d'éclaireurs et de tireurs d'élite. En plus de ce ruban, ces gardes reçoivent également l'insigne des vingt combats de l'adjudant général, qu'ils portent sur l'uniforme de combat.
Les gardes sont autorisés à porter ces rubans comme décoration permanente sur les uniformes de service, à gauche des récompenses fédérales, lorsqu'ils opèrent sous le statut du Titre 32 (contrôle de l'État). Lorsqu'ils sont fédéralisés (Titre 10), les gardes ne peuvent pas porter ces rubans tant qu'ils n'ont pas retrouvé le statut du Titre 32,.

## Informations complémentaires
L'armée de terre (US Army) et le corps des Marines (US Marine Corps) des États-Unis décernent des insignes de qualification aux armes (Marksmanship badge) au lieu d'un ruban de tir. Pour les services qui décernent le ruban d'adresse au tir, il n'est pas nécessaire de se requalifier une fois que le militaire a obtenu la récompense, et le ruban peut être porté tout au long de la carrière. Dans la marine et la garde côtière, le ruban d'adresse au tir peut être complété par un dispositif spécifique en cas de qualification plus élevée,.

## Source
- (en) Cet article est partiellement ou en totalité issu de l’article de Wikipédia en anglais intitulé « Marksmanship ribbon » (voir la liste des auteurs).